# 圓群
在數學裡，圓群標記為T，為所有模為1之複數所組成的乘法群，即在複數平面上的單位圓。
{\displaystyle \mathbb {T} =\{z\in \mathbb {C} :|z|=1\}.}
圓群為所有非零複數所組成之乘法群C×的子群。由于C×可交換，T也是可交換的。
圓群的符號T源自於Tn（n個T的直積）幾何上是個n-環面的此一事實。而圓群即正是一個1-環面。

## 基本介紹

圓群上的加法

思考圓群的一種方法是描述其「角度」如何相加，其中只有0至360度的角度是被允許的。例如，右邊的圖表描述著如何將150度加上270度。其答案應該是150度+270度=420度，但以圓群的觀點來考慮，而必須要「忘記」掃過一整個圓的事實。因此，必須以360度來調整其答案，如此將會得出420度−360度=60度之答案。
另一種描述方法是使用原本的加法，但數字只限定在0和1之間。要完成此一描述，必須丟掉小數點前的數位。例如，當在算0.784+0.925+0.446時，其答案應該是2.155，但這裡必須丟掉前面的2，因此其答案（在圓群中）會是0.155。

## 拓撲與解析結構
圓群不只是一個抽象代數群而已。當將其視為複數平面的子空間時，其會有一個自然的拓撲。因為乘法和反演是在C×上的連續函數，圓群會有一拓撲群的結構。更甚地，當單位圓是複數平面上的一個閉子集時，圓群也會是C×（其自身被視為是一拓撲群）的閉子群。
更多地，因為圓是一個一維實流形且其乘法和反演為圓上的圓變映射，這給了圓群一個一維李群的結構。實際上，以同構來分，其為唯一的一個同構於Tn的一維緊緻連通李群

## 同構
圓群在數學裡可承現出很多種不同的類型。下面列出較常見的幾種類型，並證明
{\displaystyle \mathbb {T} \cong {\mbox{U}}(1)\cong {\mbox{SO}}(2)\cong \mathbb {R} /\mathbb {Z} .\,}
由所有一階酉矩陣（即單位複數）所組成之群顯然與圓群相對應；其酉的條件即等價於其元素的模為1的條件。因此圓群會同構於第一個酉群U(1)。
純虛數指數函數會產生一個由實數加法群R映射至圓群T上之群同態exp:R→T，其映射為
{\displaystyle \theta \mapsto e^{i\theta }=\cos \theta +i\sin \theta }
其最後一個等式為欧拉公式。實數θ會對應到單位圓上由正x軸量起的角度。這個映射是一個同態，因為單位複數的乘法可以對應到角度的加法上：
{\displaystyle e^{i\theta _{1}}e^{i\theta _{2}}=e^{i(\theta _{1}+\theta _{2})}}
此一指數映射很明顯地是一個由R映射至T的滿射函數，但它不是單射。這個映射的核為所有2π整數倍之集合。基於第一同構定理，會有著
{\displaystyle \mathbb {T} \cong \mathbb {R} /2\pi \mathbb {Z} }
調整一下尺度後，也可以說T同構於R/Z。
若將複數視為二階實矩陣（見複數），單位複數則會對應至有單位行列式的二階正交矩陣上。具體地說，會有如下之對應關係
{\displaystyle e^{i\theta }\leftrightarrow \exp \left(\theta {\begin{bmatrix}0&-1\\1&0\end{bmatrix}}\right)={\begin{bmatrix}\cos \theta &-\sin \theta \\\sin \theta &\cos \theta \\\end{bmatrix}}=\cos {\theta }{\begin{bmatrix}1&0\\0&1\end{bmatrix}}+\sin {\theta }{\begin{bmatrix}0&-1\\1&0\end{bmatrix}}}
圓群因此會同構於特殊正交群SO(2)。此處有著一個單位複數之乘法的幾何解釋，即為複數平面上的旋轉，並且任何旋轉都可表達成這種形式。

## 性質
任何大於0之維度的緊緻李群G都會有一個會同構於圓群的子群。這是指以對稱的觀點來思考，一「連續」作用的緊緻對稱群可以被表示成有一作用著的單參數圓子群；其在物理系統上的結果可以有如旋轉不變性和自發性對稱破壞等例子。
圓群有許多個子群，但其純緊緻子群只由單位根所構成。

## 表示
圓群的表示是很容易描述的。舒爾引理描述說一個阿貝爾群的所有不可約複表示都是一維的。圓群是緊緻的，任一表示{\displaystyle \rho \colon \mathbb {T} \to \mathrm {GL} _{1}(\mathbb {C} )\cong \mathbb {C} ^{\times }}都必須在{\displaystyle \mathrm {U} (1)\cong \mathbb {T} }內取值。因此，圓群的不可約表示只是個由圓群映射至其本身的同態。每一個如此的同態都會有下面的形式
{\displaystyle \phi _{n}(e^{i\theta })=e^{in\theta },\qquad n\in \mathbb {Z} .}
這些表示都是等價的。表示{\displaystyle \phi _{-n}} 共軛於{\displaystyle \phi _{n}}
{\displaystyle \phi _{-n}={\overline {\phi _{n}}}.}
這些表示都只是圓群的特徵標。而T的特徵標群明顯為由{\displaystyle \phi _{1}}所產生之無限循環群：
{\displaystyle \mathrm {Hom} (\mathbb {T} ,\mathbb {T} )\cong \mathbb {Z} .}
圓群的不可約實數表示為（一維的）當然表示，且其表示
{\displaystyle \rho _{n}(e^{i\theta })={\begin{bmatrix}\cos n\theta &-\sin n\theta \\\sin n\theta &\cos n\theta \\\end{bmatrix}},\quad n\in \mathbb {Z} ^{+}.}
的值在SO(2)內。這裡只有正整數n，因為表示{\displaystyle \rho _{-n}}會等價於{\displaystyle \rho _{n}}。

## 代數結構
在此一章節中將不提及圓群的拓撲結構，而只專注於其代數結構。
圓群T是一個可除群。其撓子群是由所有n次單位根所組成之集合，且會同構於Q/Z。可除群的結構定理表示T會同構於Q/Z和一串Q的直積。這一串Q的數目必須為c（連續勢）為了使直積的勢會是正確的。但c個Q的直積會同構於R，R如同是在Q上的c維向量空間。因此
{\displaystyle \mathbb {T} \cong \mathbb {R} \oplus (\mathbb {Q} /\mathbb {Z} ).\,}
同構
{\displaystyle \mathbb {C} ^{\times }\cong \mathbb {R} \oplus (\mathbb {Q} /\mathbb {Z} )}
也可以以同樣的方式證明，因為C×也是其撓子群和T的撓子群相同的可除阿貝爾群。

## 另見
- 環面
- 單參數子群
- 酉群
- 正交群